# Le Couronnement d'épines (Gentileschi)
Pour les articles homonymes, voir Le Couronnement d'épines.
Le Couronnement d'épines est un tableau réalisé vers 1613-1615 par le peintre italien Orazio Gentileschi. De format horizontal, cette huile sur toile est une peinture chrétienne qui représente l'épisode de sa Passion au cours duquel Jésus-Christ se voit imposer la Sainte Couronne par des soldats romains. Elle le figure assis devant un fond noir entre deux exécutants qui contraignent ses mouvements, celui de gauche le tenant par sa chevelure, celui de droite au poignet. Achetée chez Thomas Agnew & Sons, l'œuvre est conservée au musée Herzog Anton Ulrich, à Brunswick, dans la Basse-Saxe, en Allemagne.